# Santa Casa da Misericórdia da Horta
A Santa Casa da Misericórdia da Horta (SCMH) é uma IPSS portuguesa, localizada na cidade da Horta, ilha do Faial, Açores.
Pertence à União das Misericórdias Portuguesas.

## História
A SCMH foi fundada no início do século XVI, poucas décadas depois do início do povoamento da ilha e da criação da vila da Horta.
Na Biblioteca Pública e Arquivo Regional João José da Graça (Horta) existe o arquivo histórico desta instituição, contendo documentos que remontam às primeiras décadas de Quinhentos e que são os mais antigos existentes na ilha.
Originalmente localizava-se na então Rua da Misericórdia (actualmente Rua Ernesto Rebelo e Rua D. Pedro IV). A Igreja da Misericórdia, construída na década de 1520, ficava no centro da rua, na esquina com a Travessa da Misericórdia, do lado Norte. Pegado com a igreja e descendo a travessa até à actual Rua Serpa Pinto ficava o hospital, cujos edifícios primitivos ainda existem, com algumas alterações.
Ao longo de séculos esta instituição teve um papel muito importante na assistência social da população faialense.
No início do século XIX o hospital era já muito pequeno para as necessidades da vila e a igreja estava em mau estado. Em 1835 o antigo Convento de São Francisco foi doado à Santa Casa, que nele se instalou, ficando também com a Igreja de Nossa Senhora do Rosário.
Depois do incêndio que destruiu o antigo convento, em 1899, foi construído no local o actual Lar de São Francisco, assim como o Hospital Walter Bensaude.
A 10 de junho de 2022, foi agraciada com o grau de Membro-Honorário da Ordem do Mérito.

## Serviços prestados no presente
Actualmente a SCMH presta apoio social através das seguintes valências:
- Lar de Idosos (55 utentes);
- Centro de Cuidados Continuados (53 utentes);
- Lar Residencial para portadores de deficiência (12 utentes);
- Centro de Actividades Ocupacionais (33 utentes);
- Serviço de Apoio ao Domicílio (150 utentes);
- Centros Comunitários (85 utentes);
- Escola Profissional da Horta (206 formandos).[4]

## Página
http://scmhorta.blogspot.pt/